# Pierre Samuel
Pierre Samuel (12. září 1921 Paříž, Francie – 23. srpna 2009 Paříž, Francie) byl francouzský matematik, člen skupiny Nicolas Bourbaki. Zabýval se především komutativní algebrou a její aplikací v algebraické geometrii. Společně s Oscarem Zariskim je autorem dvousvazkového díla Commutative Algebra. Napsal také knihy o projektivní geometrii a algebraické teorii čísel. Pod vlivem Alexandra Grothendiecka také působil jako ekologický aktivista.